# Frans van Teck (1837-1900)

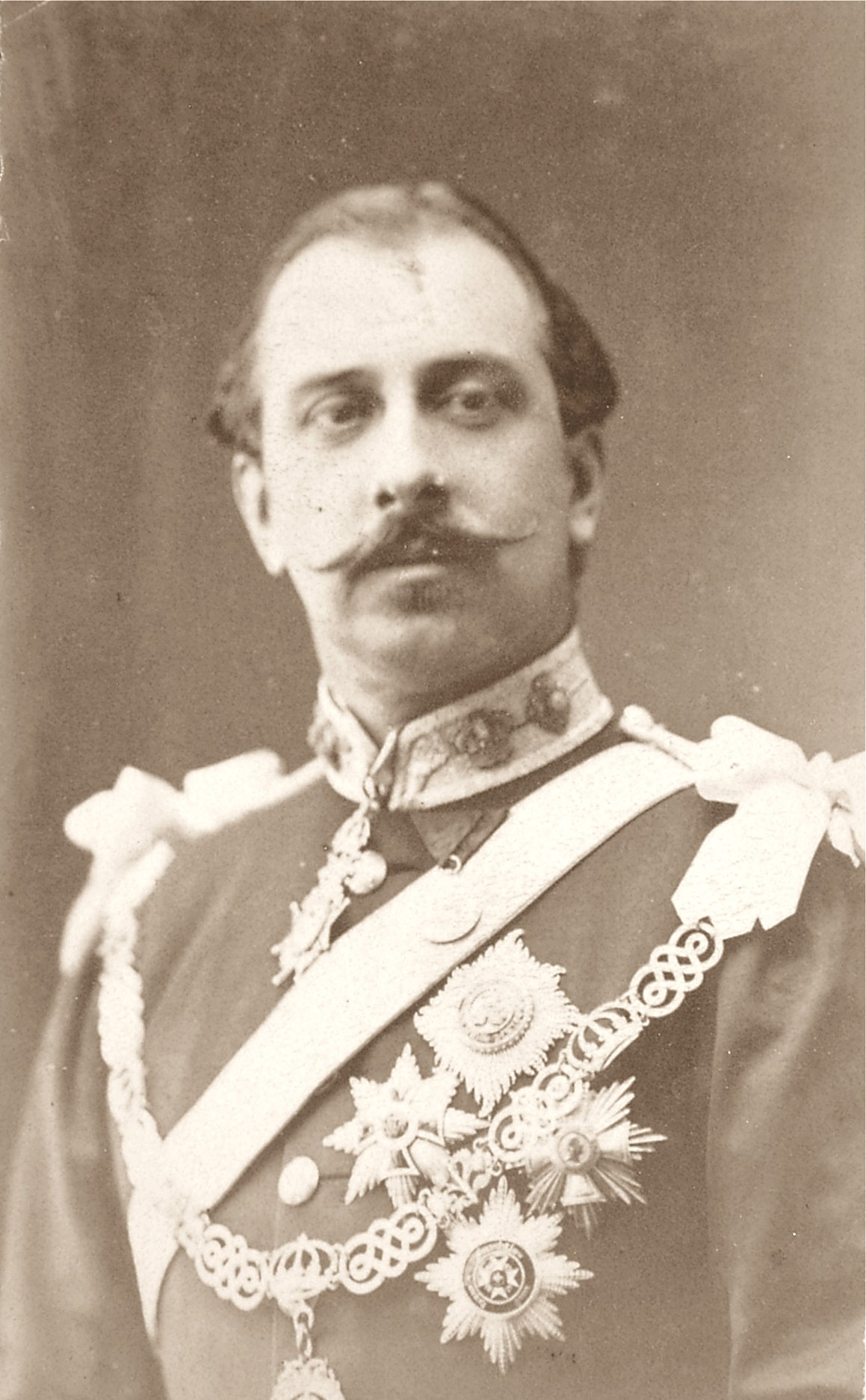
Frans van Teck

Frans Paul Karel Lodewijk Alexander, hertog van Teck (Esseg, Kroatië, 28 augustus 1837 — White Lodge, Richmond upon Thames, 21 januari 1900) was een Duitse prins die door zijn huwelijk lid van de Britse koninklijke familie werd. Hij was de vader van de Britse koningin Mary van Teck.

## Jeugd en carrière
Hij was de zoon van hertog Alexander van Württemberg en de Hongaarse gravin Claudine Rhédey van Kis-Rhéde (1812-1841). Het huwelijk van Alexander en Claudine was morganatisch, waardoor Frans geen recht had op de troon van het Koninkrijk Württemberg. Bij zijn geboorte werd hij graaf Frans van Hohenstein genoemd, omdat zijn moeder van Ferdinand I van Oostenrijk de titel gravin van Hohenstein had gekregen. In 1863 werd hij verheven tot vorst van Teck met het predicaat Doorluchtige Hoogheid en in 1871 tot hertog van Teck.
Net als zijn vader, hertog Alexander, begon Frans een carrière in het Oostenrijkse leger. Als officier van de cavalerie onderscheidde hij zich tijdens de slag bij Solferino (1859) en vocht later in de Oostenrijks-Pruisische Oorlog (1866). Toen hij kort daarop vanwege zijn huwelijk in Groot-Brittannië ging wonen nam hij ontslag als Oostenrijks officier. Later werd hij het in het Britse leger kolonel en generaal-majoor. Hij kreeg ook ererangen (à la suite) in het Württembergse leger.

## Huwelijk en gezin
Door het morganatische huwelijk van zijn ouders had Frans geen rechten op de troon en een bescheiden inkomen in vergelijking met andere Europese prinsen. Hierdoor was het moeilijk voor hem om een echtgenote te vinden. Toch wist hij in een rijke familie te trouwen. Hij trouwde namelijk met prinses Maria Adelheid, dochter van de hertog van Cambridge en een kleindochter van koning George III van het Verenigd Koninkrijk. Zij stond bekend als “Fat Mary” vanwege haar grote omvang. Ze was ook al in de dertig, waardoor ook zij een beperkt aantal huwelijkskandidaten had. Frans en Maria Adelheid trouwden op 12 juni 1866 in Londen. Ze kregen vier kinderen:
- Victoria Maria (1867-1953)
- Adolf (1868-1927)
- Frans (1870-1910)
- Alexander (1874-1957)

Omdat Frans weinig gefortuneerd was, moest het paar het doen met het staatsinkomen van Maria Adelheid. Ze konden daar ook amper van rondkomen, dus verzocht Maria Adelheid haar nicht koningin Victoria van het Verenigd Koninkrijk om een hoger inkomen. Haar verzoek werd afgewezen, maar ze kregen wel een appartement in Kensington Palace in Londen en een plattelandshuis in de buurt van Windsor. Ondanks hun bescheiden inkomen leefden Frans en Maria Adelheid erg uitbundig, waardoor ze grote schulden opbouwden. In 1883 zagen ze zich gedwongen te vluchten naar het vasteland van Europa, waar ze bij familieleden in Florence en Duitsland verbleven. In 1885 keerden ze uiteindelijk terug.

## Betere tijden
In 1887 kreeg Frans van koningin Victoria het predicaat Hoogheid ter ere van haar gouden jubileum. Desondanks had hij nog steeds een laag aanzien. Het tij keerde echter toen hun enige dochter, Victoria Maria van Teck (door familieleden “May” genoemd), zich verloofde met prins Albert Victor van Clarence, Victoria's kleinzoon en tweede in de troonopvolging. Albert Victor stierf echter zes weken later. Koningin Victoria regelde toen een huwelijk met diens jongere broer George, hertog van York, de latere koning George V.
In 1897 werd Frans weduwnaar en drie jaar later stierf hij zelf op White Lodge, te Richmond upon Thames. Hij werd naast zijn vrouw begraven in de St George's Chapel in Windsor Castle. Er werd beweerd dat hij eigenlijk overleed in een bordeel in Wenen en dat zijn lichaam in het geheim naar het Verenigd Koninkrijk werd teruggebracht om de familie niet te beschamen.
- Gemeinsame Normdatei: 1161377476
- International Standard Name Identifier: 0000 0000 2123 953X
- Library of Congress Control Number: n00119735
- SNAC: w6zg9cqq
- Virtual International Authority File: 43075940
- WorldCat: E39PBJgMwxK9ybdPVgdQ7VDyVC